# Vita (Mémoires) de Jacques-Auguste de Thou
Pour les articles homonymes, voir Vita (homonymie).
La Vie de Jacques-Auguste de Thou (I. Aug. Thuani vita) de Jacques-Auguste de Thou est une œuvre publiée en 1620.
La Vita (Commentariorum de sua vita libri sex, titre de l'editio princeps) est aussi appelée Mémoires. De Thou, qui, depuis 1572, avait tenu un Journal en français, a rédigé sa Vita à partir de 1614. Les événements relatés ne dépassent pas 1601. Elle est censée avoir été écrite par un ami. C’est une réponse à la condamnation de son Histoire.
Trois manuscrits subsistent (« un premier jet autographe et deux copies »).
Cette œuvre, qui embrasse une cinquantaine d’années et qui renferme des poèmes, traite de sujets variés : géographie,  médecine, Droit, archéologie,  théologie,  littérature.